# ولیکی جسنوک
ولیکی جسنوک (به لاتین: Veliki Jasenovac}} یک عوارض جغرافیایی در صربستان است که در زایچار واقع شده‌است.

## خصوصیات
ولیکی جسنوک ۳۹۶ نفر جمعیت دارد.